# Prenzlauer Berg

Escudo del antiguo Distrito de Prenzlauer Berg (1992-2000)

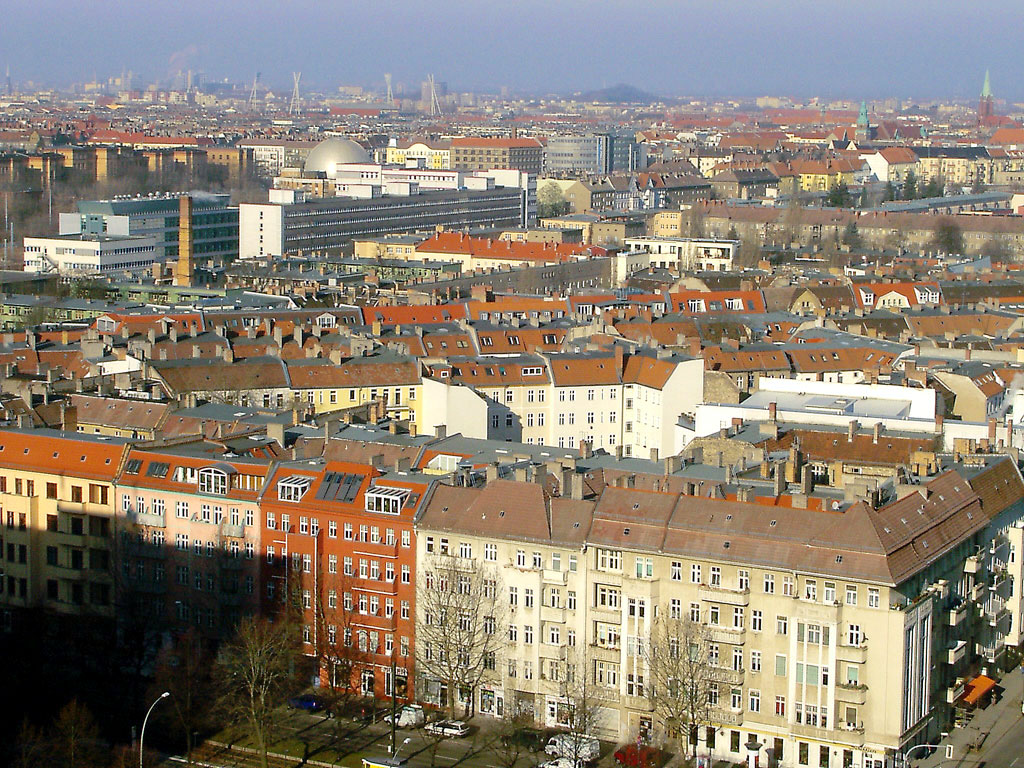
Típicas construcciones alrededor de un patio central en Prenzlauer Berg.

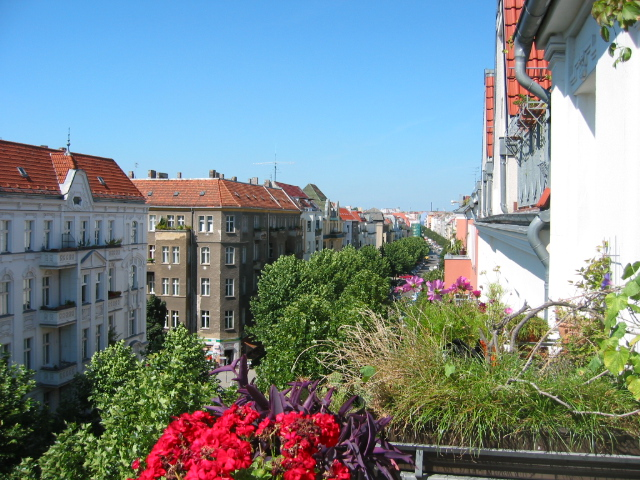
La calle Hufelandstraße en la parte este de Prenzlauer Berg

Prenzlauer Berg es un barrio perteneciente al distrito de Berlín Pankow. Desde su fundación en 1920 hasta su fusión con los vecinos barrios de Weißensee y de Pankow como parte de la reforma administrativa de 2001 , fue un distrito autónomo.

## Ubicación
El barrio de Prenzlauer Berg es parte del distrito de Pankow , situado en el Noreste de Berlín , y limitando al oeste y el Suroeste, con el distrito de Mitte, en el Sur con el distrito de Friedrichshain-Kreuzberg, en el Este con el distrito de Lichtenberg y en el Norte, en los barrios de Weißensee y Pankow.
El punto más alto del barrio se encuentra hoy en día, con 91 metros sobre el nivel del mar, en el Noreste, en el parque Volkspark Prenzlauer Berg. Este punto se encuentra en la parte más alta de un monte formado por el apilamiento de escombros después de la Segunda Guerra Mundial.
Exceptuando un pequeño lago en el parque Ernst-Thälmann-Park no hay superficies acuáticas en Prenzlauer Berg. Tampoco quedan hoy en día superficies forestales.

## Urbanismo
Más del 80 por ciento de las viviendas de la zona se construyeron antes de 1948. En su mayor parte la construcción data de los años en torno al cambio de siglo XX  (1889 y 1905). 
El más antiguo de los Edificios existentes, es de 1848 (Kastanienallee 77). 
En la Segunda Guerra Mundial relativamente pocos edificios fueron destruidos, si lo comparamos con otros distritos berlineses. Durante la RDA , sin embargo, se descuidó en gran medida el mantenimiento, y no fue hasta principios de la década de 1970 cuando se eliminaron los últimos escombros de la guerra. 
En las calles en torno a la Kastanienallee, y las plazas Kollwitzplatz y Helmholtzplatz se concentra la oferta gastronómica del barrio. El centro de la vida nocturna se encuentra en la parada del Metro de Eberswalder Straße (U2) donde se cruzan las calles Danzigerstr. , Eberswalderstr. con las avenidas Schönhauser Allee y Pappelallee. Este cruce así como las calles de alrededor se conoce en Berlín como la "esquina Schönhauser" (en alemán "Ecke Schönhauser"), que es también el título de una película de culto , que relata la vida de un grupo de jóvenes del barrio y que se estrenó en 1957 en el cine Babylon. 
Los edificios religiosos más importantes son las Iglesias de Getsemaní (Gethsemanekirche) y Enmanuel (Immanuelkirche), así como la sinagoga más grande de Alemania en la Rykestraße; la cual se salvó de quedar completamente destruida en la noche de los cristales rotos gracias a estar situada junto a otros edificios que se consideraban "arios". En el cementerio judío de la Schönhauser Allee están enterrados David Friedländer, Max Liebermann, Leopold Ullstein, Ludwig Bamberger, Eduard Lasker y Giacomo Meyerbeerr.
- Datos: Q313186
- Multimedia: Berlin-Prenzlauer Berg / Q313186
- Guía turística: Prenzlauer Berg